# Équation produit nul
 (décembre 2019).
Si vous disposez d'ouvrages ou d'articles de référence ou si vous connaissez des sites web de qualité traitant du thème abordé ici, merci de compléter l'article en donnant les références utiles à sa vérifiabilité et en les liant à la section « Notes et références ».
En mathématiques du collège ou du début du lycée, une équation produit nul ou plus simplement équation produit est une équation dont un membre est un produit et l'autre membre est égal à zéro.
Comme un produit de plusieurs nombres est nul si et seulement si au moins un de ses facteurs est nul, résoudre une équation produit nul revient à résoudre les équations obtenues en égalant chacun des facteurs du produit à 0, et les solutions de toutes ces équations sont les solutions de l'équation produit initiale.

## Exemple
L'équation x(x − 6) = 0 est une équation produit, elle est équivalente à x = 0 ou x − 6 = 0, et a donc deux solutions, 0 et 6.

## Principe
La propriété qui permet de simplifier la résolution de l'équation produit nul, « un produit est nul si et seulement si au moins un de ses facteurs est nul », se décompose en :
- « si un au moins des facteurs d’un produit est nul, alors le produit est nul » (sens direct) ;
- « si un produit est nul, alors l’un au moins de ses facteurs est nul » (réciproque).

Elle s'écrit encore :
A×B = 0 équivaut à A = 0 ou B = 0.
Dans l'exemple de la section précédente on a x pour A et x-6 pour B.
La propriété reste vraie pour plus de deux facteurs. Par exemple :
A×B×C = 0 équivaut à A = 0 ou B = 0 ou C = 0.

## Utilisation
Certaines équations peuvent se ramener à des équations produit par factorisation. 
Par exemple l'équation x2 = 9, qui est équivalente à x2 − 9 = 0, se factorise en (x − 3)(x + 3) = 0. Ce dernier produit est nul si et seulement si l'un de ses facteurs est nul, c'est-à-dire si et seulement si x = 3 ou x = −3. L'équation est résolue. Plus généralement les équations du second degré peuvent se ramener à des équations produit quand elles ont des solutions. 

## Généralisations
La propriété « si un produit est nul, alors l’un au moins de ses facteurs est nul », utilisée pour résoudre les équations, est vérifiée pour les ensembles de nombres du collège et du lycée : les nombres entiers (naturels ou relatifs (N ou Z), les nombres décimaux (D), les nombres rationnels (Q), les nombres réels (R) et les nombres complexes (C).
Mais elle peut ne pas être vérifiée dans d'autres contextes. Par exemple
- le produit de deux nombres entiers non nuls modulo 6 peut être nul :
4 × 3 ≡ 0 mod 6 ;
- le produit de deux matrices non nulles peut être égal à la matrice nulle :

{\displaystyle \left({\begin{matrix}1&0\\0&0\end{matrix}}\right)\left({\begin{matrix}0&0\\1&0\end{matrix}}\right)=\left({\begin{matrix}0&0\\0&0\end{matrix}}\right).}
Les anneaux sont des ensembles munis d'une addition et d'une multiplication vérifiant en particulier que si un au moins des facteurs d’un produit est nul, alors le produit est nul. Mais tous ne vérifient pas la réciproque, c'est le cas par exemple de l'anneau Z/6Z des entiers pris modulo 6, ou de l'anneau des matrices à coefficients réels.
Les anneaux intègres (dont les corps) et les anneaux sans diviseur de zéro sont, par définition, des anneaux pour lesquels cette propriété est vérifiée.